# Gasterophilus duodenalis
Gasterophilus duodenalis är en tvåvingeart som beskrevs av Adolf Josef Schwab 1840. 
Gasterophilus duodenalis ingår i släktet Gasterophilus och familjen styngflugor.
Artens utbredningsområde är Tyskland. Inga underarter finns listade i Catalogue of Life.